# Campeonato Pernambucano de Futebol Feminino de 2011
O Campeonato Pernambucano de Futebol Feminino de 2011, foi a 9.ª edição da principal competição do futebol feminino pernambucano. Oficialmente intitulado como Aberto de Futebol Feminino de Pernambuco, a competição ficou marcada pelo segundo título seguido de um clube do futebol do interior, a ser campeão estadual desbancando os tradicionais clubes da capital de Pernambuco, proeza essa conquistada pelo Vitória das Tabocas, bicampeão pernambucano feminino.
O título da competição foi decidido entre as equipes femininas do Vitória das Tabocas e do Sport, reeditando a final do estadual de 2011. Ambas equipes vinham de boas campanhas na primeira fase. As tricolores terminaram a fase classificatória com 100% de aproveitamento e invictas com 15 pontos ganhos. Nas semifinais, passaram sem muitos problemas e goleando a equipe do Real Pernambuco, no jogo da volta. As leoas da ilha também fizeram campanha semelhante as das meninas do Vitória, passando pelas semifinais sem nenhum problema, passando para a final para enfrentar o Vitória das Tabocas e repedindo a decisão de 2011. No primeiro confronto, vitória esmagadora das Tricolores das Tabocas por 4 a 0, já no segundo jogo da final, 2 a 0 para cima das leoas e o bicampeonato pernambucano feminino. Com o bicampeonato, o Vitória ganhou o direito de representar novamente o estado na disputa da Copa do Brasil Feminino de 2011.

## Participantes
| Equipe              | Cidade                  | Em 2010  | Estádio (mando)    | Capacidade | Títulos            |
| ------------------- | ----------------------- | -------- | ------------------ | ---------- | ------------------ |
| Barreirense         | Camaragibe              | 3° lugar | Luiz Brito de Melo | 5 000      | 0 (não possui)     |
| Central             | Caruaru                 | —        | José Lacerda       | 19 478     | 0 (não possui)     |
| Locomoção           | Jaboatão dos Guararapes | ND       | —                  | —          | 0 (não possui)     |
| Real Pernambuco     | Gravatá                 | ND       | —                  | —          | 0 (não possui)     |
| Sport               | Recife                  | 2° lugar | Ilha do Retiro     | 26 418     | 5 (último em 2009) |
| Vitória das Tabocas | Vitória de Santo Antão  | 1° lugar | Carneirão          | 10 911     | 1 (em 2010)        |

## Tabela até a final
|  | Semifinais          | Semifinais          | Semifinais | Semifinais |   |       | Final 10 e 16 de julho | Final 10 e 16 de julho | Final 10 e 16 de julho | Final 10 e 16 de julho |
|  |                     |                     |            |            |   |       |                        |                        |                        |                        |
|  | Barreirense         | 0                   | 0          | 0          |   |       |                        |                        |                        |                        |
|  | Sport               | 6                   | 3          | 9          |   |       |                        |                        |                        |                        |
|  | Sport               | 6                   | 3          | 9          |   | Sport | 0                      | 0                      | 0                      |                        |
|  |                     |                     |            |            |   | Sport | 0                      | 0                      | 0                      |                        |
|  |                     | Vitória das Tabocas | 4          | 2          | 6 |       |                        |                        |                        |                        |
|  | Real Pernambuco     | Vitória das Tabocas | 4          | 2          | 6 | 0     | 0                      | 0                      |                        |                        |
|  | Real Pernambuco     |                     |            |            |   | 0     | 0                      | 0                      |                        |                        |
|  | Vitória das Tabocas | 5                   | 6          | 11         |   |       |                        |                        |                        |                        |

## Premiação
| Campeonato Pernambucano Feminino de 2011 |
| ---------------------------------------- |
| Vitória das Tabocas Campeão (2° título)  |